# جرن الصيوح (الرضمة)

تعديل مصدري - تعديل

جرن الصيوح محلة تابعة لقرية عميقة، التابعة لعزلة كحلان بمديرية الرضمة إحدى مديريات محافظة إب في الجمهورية اليمنية.، بلغ تعداد سكانها 56 حسب تعداد اليمن لعام 2004.